# 鲍勃·拉沃伊
罗伯特·威廉·拉沃伊（英語：Robert William Lavoy，1926年6月29日—2010年12月18日），美国NBA联盟前职业篮球运动员。他在1950年的NBA选秀中第1轮第8顺位被印第安纳波利斯选中。